# Pseudotothyris
Pseudotothyris är ett släkte av fiskar. Pseudotothyris ingår i familjen Loricariidae.
Kladogram enligt Catalogue of Life:
| Pseudotothyris | \| \| Pseudotothyris janeirensis \| \| \| \| \| \| Pseudotothyris obtusa \| \| \| \| |
|                | \| \| Pseudotothyris janeirensis \| \| \| \| \| \| Pseudotothyris obtusa \| \| \| \| |
|                | Pseudotothyris janeirensis                                                           |
|                |                                                                                      |
|                | Pseudotothyris obtusa                                                                |
|                |                                                                                      |